# Ой крикнули сірії гуси
«Ой крикнули сірії гуси» (у першій публікації у березні 1861 року — «Ой крикнули сірі гуси») — вірш Тараса Шевченка, написаний у першій половині 1849 року на острові Косарал. Іноді подається (і в деяких сучасних виданнях) під редакційною назвою «Удовиця», яка поетові не належить.

## Автографи
Збереглися два чистові автографи вірша «Ой крикнули сірії гуси»: раніший — у «Малій книжці», пізніший — у «Більшій книжці». Обидва автографи зберігаються в Інституті літератури імені Тараса Шевченка НАН України.
В академічних зібраннях творів Шевченка та збірках, виданних на їх основі, вірш подається за «Більшою книжкою». Пропущене в третьому рядку слово «слава» відновлюється в квадратових дужках за автографом у «Малій книжці».
В обох автографах вірш не датовано. Дослідники датують твір за місцем автографа в «Малій книжці» серед творів 1849 року та часом перебування поета (під час зимівлі Аральської описової експедиції на Косаралі в 1848—1849 роках) в Раїмі з січня до квітня 1849 року, орієнтовно: січень — квітень 1849 року, Раїм.

## Перші публікації
Вірш опубліковано невдовзі після смерті поета. Вперше його надруковано в березні 1861 року за «Більшою книжкою» в журналі «Основа» з кількома незначними відмінами редакторського характеру (у першому рядку «сірі гуси» замість «сірії гуси», у рядку 18 «'ддала» замість «дала», у рядку 24 «злотом» замість «златом»).
Твір уперше введено до збірки творів Шевченка 1867 року відразу у двох виданнях, що побачили світ у Санкт-Петербурзі, де вірш подано за першодруком, та у Львові під редакційною назвою «Удовиця».

## Зміст
Назвавши вірш поемою, літературознавець Леонід Білецький так передає його зміст: «В цій поемі Шевченко розповідає про одну вдову, про яку поширилась була недобра слава через те, що вона прийняла до себе козака із Січі й породила незаконну дитину. Цією неславою, як експозицією, поет свою поему розпочинає. Сама поема, яку Шевченко компонує далі, то оборона вдови. Поет той поговір із неї знімає і змальовує її, як матір-патріотку і людину, що виховала свого сина на козака, вивчила в школі, купила коня, сама „сідельце“ золотом окула, шовком вишила, одягла в червоний козацький жупан дорогий, посадила на коня і привела до обозу й оддала у військо, а сама, постригшись у черниці, пішла в монастир».
У вірші Шевченко використав сюжети двох українських народних пісень: «Ех мала вдова сина-сокола» та «В неділю рано вдова воли виганяє». Як зазначають дослідники, народнопісенні мотиви поет поглибив етичним конфліктом: молода вдова не зважила на людський поговір, прийняла козака із Січі, народила сина. Шевченко підніс гідність жінки, яка сама виростила сина й віддала його до козацького війська. Філарет Колесса зауважив: «Отак неслава матері-покритки перемінюється в її тріумф». Народнопісенну сюжетну основу автор органічно поєднав із фольклорною поетикою, пісенною стилістикою та ритмікою.

## Музичні інтерпретації
Музику на вірш «Ой крикнули сірії гуси» написав український композитор Микола Лисенко.